# Diario Mercantil
El Diario Mercantil fue un periódico español editado en Barcelona entre 1887 y 1937.

## Historia
Fue fundado en 1887 por los comerciantes Hermenegildo Chaverri y Esteve Balmes. Publicación de carácter económico, mantuvo una línea editorial conservadora. En 1932 el diario fue renombrado como Diari Mercantil y pasó a editarse brevemente en lengua catalána, si bien a partir de 1934 volvería a publicarse en español y con el título original.
El diario continuó editándose hasta 1937, ya iniciada la Guerra civil.